# Esortazione alla castità
Esortazione alla castità (in latino De exhortatione castitatis) è un breve trattato sulla disciplina cristiana scritto da Tertulliano intorno al primo decennio del III secolo. Nella presente opera l'autore riaffronta e condanna apertamente le seconde nozze.

## Contesto
Tertulliano affrontò il problema delle seconde nozze già intorno agli anni 200-206 con la stesura del trattato "Ad uxorem" (Alla propria moglie), nella quale questo sconsigliava alla propria moglie, in caso di vedovanza, di non contrarre un secondo matrimonio. Il De exhortatione castitatis, invece, è indirizzato ad un vedovo cristiano (forse amico dell'autore) di Cartagine, il quale viene scoraggiato da Tertulliano nell'intraprendere un secondo matrimonio.
A differenza dell'Ad uxorem, composto da Tertulliano quando questo non aveva ancora esplicitato la sua piena adesione al montanismo (avvenuta intorno agli anni 203-207 circa), il De exhortatione castitatis risale al periodo pienamente montanista dell'autore, non presentando tuttavia elementi nuovi degni di nota rispetto alla precedente; eccezion fatta per i toni più duri e per l'evidente irrigidimento ideologico che lo portò a dimostrare anche l'inutilità del primo matrimonio.

## Contenuto
L'opera si apre con un esordio in cui l'autore si rivolge direttamente al vedovo consigliandogli di trovare ispirazione nella propria fede e di avere fiducia nella proprie forze per evitare che i desideri della carne prendano il sopravvento sulla fede in Cristo. Tertulliano poi affronta il libero arbitrio, evidenziando l'importanza della volontà di Dio nel volere la santificazione dell'uomo che questo può ottenere rimanendo vergine dalla nascita, evitando di sposarsi astenendosi dai rapporti coniugali o approfittando della vedovanza per non legarsi più ad una donna. L'autore poi continua il trattato toccando temi come la castità (vista come uno stato in grado di avvicinare l'uomo a Dio), l'esegesi delle scritture (per sostenere l'inutilità delle seconde nozze che vengono ora paragonate all'adulterio) e arrivando infine a fare alcuni esempi di uomini e donne che scegliendo di "sposare Dio" ottennero l'accesso al paradiso.